# Medaller dels Jocs Olímpics d'hivern de 1968
El medaller dels Jocs Olímpics d'Hivern de 1968 presenta totes les medalles lliurades als esportistes guanyadors de les proves disputades en aquest esdeveniment, realitzat entre els dies 6 i 18 de febrer de 1968 a la ciutat de Grenoble (França).
Les medalles apareixen agrupades pels Comitès Olímpics Nacionals participants i s'ordenen de forma decreixent contant les medalles d'or obtingudes; en cas d'haver empat, s'ordena d'igual forma contant les medalles de plata i, en cas de mantenir-se la igualtat, es conten les medalles de bronze. Si dos equips tenen la mateixa quantitat de medalles d'or, plata i bronze, es llisten en la mateixa posició i s'ordenen alfabèticament.
En aquesta ocasió Noruega fou la dominadora del medaller, trencant l'hegemonia de la Unió Soviètica en les edicions precedents. En aquests Jocs aconseguiren la seva primera medalla d'or l'Alemanya Occidental, l'Alemanya Oriental i Txecoslovàquia, així com Romania aconseguí la seva primera medalla olímpica.

## Medaller
| Jocs Olímpics d'hivern de 1968 | Jocs Olímpics d'hivern de 1968 | Jocs Olímpics d'hivern de 1968 | Jocs Olímpics d'hivern de 1968 | Jocs Olímpics d'hivern de 1968 | Anells Olímpics |
| Posició                        | CON                            | Or                             | Plata                          | Bronze                         | Total           |
| 1                              | Noruega                        | 6                              | 6                              | 2                              | 14              |
| 2                              | Unió Soviètica                 | 5                              | 5                              | 3                              | 13              |
| 3                              | França                         | 4                              | 3                              | 2                              | 9               |
| 4                              | Itàlia                         | 4                              | 0                              | 0                              | 4               |
| 5                              | Àustria                        | 3                              | 4                              | 4                              | 11              |
| 6                              | Països Baixos                  | 3                              | 3                              | 3                              | 9               |
| 7                              | Suècia                         | 3                              | 2                              | 3                              | 8               |
| 8                              | RFA                            | 2                              | 2                              | 3                              | 7               |
| 9                              | Estats Units                   | 1                              | 5                              | 1                              | 7               |
| 10                             | Finlàndia                      | 1                              | 2                              | 2                              | 5               |
| 10                             | RDA                            | 1                              | 2                              | 2                              | 5               |
| 12                             | Txecoslovàquia                 | 1                              | 2                              | 1                              | 4               |
| 13                             | Canadà                         | 1                              | 1                              | 1                              | 3               |
| 14                             | Suïssa                         | 0                              | 2                              | 4                              | 6               |
| 15                             | Romania                        | 0                              | 0                              | 1                              | 1               |
| Total                          | Total                          | 35                             | 39                             | 32                             | 106             |